# 和歌山県道130号桃山丸栖線
和歌山県道130号桃山丸栖線（わかやまけんどう130ごう ももやままるすせん）は、和歌山県紀の川市を通る一般県道である。

## 概要
紀の川市桃山町市場から紀の川市貴志川町丸栖に至る。

### 路線データ
- 起点：和歌山県紀の川市桃山町市場（市場交差点、国道424号交点、和歌山県道128号桃山下井阪線起点）
- 終点：和歌山県紀の川市貴志川町丸栖（丸栖交差点、和歌山県道10号岩出野上線交点）
- 実延長：2.158 km

## 路線状況

### 道路施設

#### 橋梁
- 高嶋橋（貴志川、紀の川市）

## 地理

### 通過する自治体
- 紀の川市

### 交差する道路
| 交差する道路                                                          | 交差する場所 | 交差する場所      |
| --------------------------------------------------------------------- | ------------ | ----------------- |
| 国道424号 和歌山県道13号和歌山橋本線 重複 和歌山県道128号桃山下井阪線 | 桃山町市場   | 市場交差点 / 起点 |
| 和歌山県道10号岩出野上線                                              | 貴志川町丸栖 | 丸栖交差点 / 終点 |

### 沿線
- 貴志川